# 辰巳町 (名古屋市)
辰巳町（たつみちょう）は、愛知県名古屋市港区の地名。丁番を持たない単独町名である。住居表示実施地域。

## 地理
名古屋市港区北東部に位置する。東に千年三丁目が、西に津金一丁目が、南に港明一丁目が、北に熱田新田東組（字根走）・熱田区三番町がそれぞれ接する。当地東端に国道154号、西端に名古屋市道江川線、北端に名古屋市道東海橋線が走る。

## 歴史
1800年に開発された熱田前新田の北東端にあたる。現在の名古屋市道東海橋線（東海通）を挟んで北側が熱田新田、国道154号を挟んで東側が熱田築地前新開（作良新田）であった。

### 町名の由来
熱田前新田の小字名「辰巳」による。
熱田新田の辰巳（南東）の方角にあった「辰巳の杁」という杁の名称に由来するという。また、地内の光賢寺が同じく辰巳の方角にあたることから、辰巳観音堂と通称していたことによるともいう。

### 行政区画の変遷
- 1944年（昭和19年）1月10日 - 港区熱田前新田の一部により、同区辰巳町として成立[1]。
- 1947年（昭和22年）5月10日 - 熱田前新田（字辰巳）の一部を辰巳町1丁目から4丁目に、熱田前新田（字辰巳・中ノ組）の一部を辰巳町5丁目に、熱田前新田（字中ノ組）の一部を辰巳町6丁目にそれぞれ編入する[3][1]。耕地整理施行による。
- 1973年（昭和48年）10月20日 - 辰巳町1丁目・2丁目・3丁目・5丁目の全部と、辰巳町4丁目および6丁目・熱田前新田（字辰巳）・熱田新田東組（字根走）・千年（字イノ割・ロノ割）・東海通1丁目および3丁目の各一部より、丁目を持たない辰巳町が成立[6][1]。同時に辰巳町4丁目の一部が港明一丁目に編入される[6][7]。
- 1974年（昭和49年）12月9日 - 辰巳町6丁目の全部が港明二丁目に編入される[8][7]。これにより丁目を持つ辰巳町が消滅。
- 1982年（昭和57年）11月14日 - 東海通1丁目の全部を辰巳町に編入する[9][1]。

## 世帯数と人口
2019年（平成31年）3月1日現在の世帯数と人口は以下の通りである。
| 町丁   | 世帯数  | 人口    |
| ------ | ------- | ------- |
| 辰巳町 | 994世帯 | 1,982人 |

### 人口の変遷
国勢調査による人口および世帯数の推移。
| 1995年（平成7年）  | 893世帯 2412人 |  |
| 2000年（平成12年） | 881世帯 2191人 |  |
| 2005年（平成17年） | 884世帯 2139人 |  |
| 2010年（平成22年） | 876世帯 2023人 |  |
| 2015年（平成27年） | 889世帯 1866人 |  |

## 学区
市立小・中学校に通う場合、学校等は以下の通りとなる。また、公立高等学校に通う場合の学区は以下の通りとなる。
| 番・番地等 | 小学校               | 中学校               | 高等学校 |
| ---------- | -------------------- | -------------------- | -------- |
| 全域       | 名古屋市立中川小学校 | 名古屋市立港明中学校 | 尾張学区 |

## 施設
- 名古屋市営辰巳荘[2]
- 住友軽金属工業辰巳荘[2]
- 白鳩保育園[2]
- 辰巳幼稚園[2]
- 名古屋市立中川小学校[2]
- 日比クリニック[2]
- 稲荷社[2]
- 真言宗智山派慈雲院[2]
- 曹洞宗光賢寺[2]
- 西光寺[2]
- 弘禅寺[2]

## その他

### 日本郵便
- 郵便番号 : 455-0003[WEB 3]（集配局：名古屋港郵便局[WEB 14]）。

#### WEB
1. ↑  “愛知県名古屋市港区の町丁・字一覧”.   人口統計ラボ. 2017年4月8日閲覧。
2. 1 2  “町・丁目(大字)別、年齢(10歳階級)別公簿人口(全市・区別)”.   名古屋市 (2019年3月20日). 2019年3月21日閲覧。
3. 1 2  “郵便番号”.  日本郵便. 2019年3月17日閲覧。
4. ↑  “市外局番の一覧”.   総務省. 2019年1月6日閲覧。
5. ↑  名古屋市役所市民経済局地域振興部住民課町名表示係 (2015年10月21日). “港区の町名一覧”.   名古屋市. 2020年11月15日閲覧。
6. 1 2  “名古屋市道路認定図”.   名古屋市. 2022年4月5日閲覧。
7. ↑  総務省統計局 (2014年3月28日). “平成7年国勢調査の調査結果(e-Stat) - 男女別人口及び世帯数 －町丁・字等” (CSV). 2021年7月20日閲覧。
8. ↑  総務省統計局 (2014年5月30日). “平成12年国勢調査の調査結果(e-Stat) - 男女別人口及び世帯数 －町丁・字等” (CSV). 2021年7月20日閲覧。
9. ↑  総務省統計局 (2014年6月27日). “平成17年国勢調査の調査結果(e-Stat) - 男女別人口及び世帯数 －町丁・字等” (CSV). 2021年7月21日閲覧。
10. ↑  総務省統計局 (2012年1月20日). “平成22年国勢調査の調査結果(e-Stat) - 男女別人口及び世帯数 －町丁・字等” (CSV). 2021年7月21日閲覧。
11. ↑  総務省統計局 (2017年1月27日). “平成27年国勢調査の調査結果(e-Stat) - 男女別人口及び世帯数 －町丁・字等” (CSV). 2021年7月21日閲覧。
12. ↑  “市立小・中学校の通学区域一覧”.   名古屋市 (2018年11月10日). 2019年1月14日閲覧。
13. ↑  “平成29年度以降の愛知県公立高等学校（全日制課程）入学者選抜における通学区域並びに群及びグループ分け案について”.   愛知県教育委員会 (2015年2月16日). 2019年1月14日閲覧。
14. ↑  “郵便番号簿 2018年度版” (PDF).   日本郵便. 2019年4月14日閲覧。

#### 書籍
1. 1 2 3 4 5  名古屋市計画局 1992, p. 835.
2. 1 2 3 4 5 6 7 8 9 10 11 12 13  「角川日本地名大辞典」編纂委員会 1989, p. 1533.
3. 1 2  耕第388号『港区地内町名改称』　知事諮問案綴（名古屋市会事務局議事課,1946）
4. ↑  日下英之 1999, p. 184.
5. ↑  名古屋市計画局 1992, p. 528.
6. 1 2  名古屋市計画局土地調整部住居表示課 1996, p. 10.
7. 1 2  名古屋市計画局 1992, p. 836.
8. ↑  名古屋市計画局土地調整部住居表示課 1996, p. 14.
9. ↑  名古屋市計画局土地調整部住居表示課 1996, p. 46.